# Denis Drăguș
Denis Drăguș (n. 6 iulie 1999, București, România) este un fotbalist român, care joacă pe post de atacant la Trabzonspor în Süper Lig. Pe plan internațional, are prezențe la națională pentru România Sub-19, România și România Sub-21.

## Viată personală
Denis Drăguș este fiul fostului jucător de fotbal Mihai Drăguș.